# Stillingia dichotoma
Stillingia dichotoma är en törelväxtart som beskrevs av Johannes Müller Argoviensis. Stillingia dichotoma ingår i släktet Stillingia och familjen törelväxter. Inga underarter finns listade i Catalogue of Life.